# Hilda and the Mountain King
Hilda and the Mountain King (Nederlandse titel: Hilda en de bergkoning) is een traditionele animatiefilm uit 2021, geregisseerd door Andy Coyle. De film is gebaseerd op de gelijknamige striproman uit 2019, het zesde deel uit de Hilda-reeks van Luke Pearson en de televisieserie. De film begint en vertelt wat er na de cliffhanger van de laatste aflevering van het 2e seizoen gebeurde, die een jaar eerder op 14 december 2020 werd uitgezonden.

## Verhaal
Als Hilda even genoeg heeft van haar wilde avonturen, wordt ze wakker in het lichaam van een trol en weet niet waar ze is. Ze zal haar verstand en moed moeten gebruiken om terug naar huis te kunnen gaan, om weer mens te worden en de stad Trolberg te redden.

## Stemverdeling
| Personage    | Originele stem     | Nederlandse stem   |
| ------------ | ------------------ | ------------------ |
| Hilda        | Bella Ramsey       | Billy Maduro       |
| Frida        | Ameerah Falzon-Ojo | Ayana Visser       |
| David        | Oliver Nelson      | Levi Simonis       |
| Johanna      | Daisy Haggard      | Dorien Haan        |
| Alfur Aldric | Rasmus Hardiker    | Jurjen van Loon    |
| Erik Ahlberg | John Hopkins       | Wiebe-Pier Cnossen |

## Productie
De productie van Hilda and the Mountain King begon eind 2019 en de film werd geproduceerd door Silvergate Media, Mercury Filmworks en Giant Ant. Het grootste deel van de animatie van de film werd gedaan door Mercury Filmworks en Silvergate Media, waarbij de productie wisselt tussen kantoren in Ottawa, Londen en New York met behulp van Toon Boom Animation-software. De animatie voor de aftiteling is gemaakt door Giant Ant.
Op 19 november 2021 onthulde Silvergate de officiële titel. Op 23 november 2021 werden officiële promotionele afbeeldingen onthuld met een releasedatum van 30 december 2021. Korte daarna werd de officiële poster aangepast.

## Release
De film ging in première op 30 december 2021 op Netflix. Een trailer voor de film verscheen op 3 december 2021.

## Prijzen en nominaties
| Jaar | Prijs       | Categorie                                                                     | Genomineerde(n) | Uitslag     |
| ---- | ----------- | ----------------------------------------------------------------------------- | --------------- | ----------- |
| 2022 | Annie Award | Uitstekende prestatie voor regie in een geanimeerde televisie/mediaproductie  | Andy Coyle      | Genomineerd |
| 2022 | Annie Award | Uitstekende prestatie voor muziek in een geanimeerde televisie/mediaproductie | Ryan Carlson    | Genomineerd |